# دانشگاه فنی فدریکو سانتا ماریا
دانشگاه فنی فدریکو سانتا ماریا (به اسپانیایی: Universidad Técnica Federico Santa María) یک دانشگاه در شیلی است که در والپارایسو واقع شده‌است.